# 토머스 뉴커먼

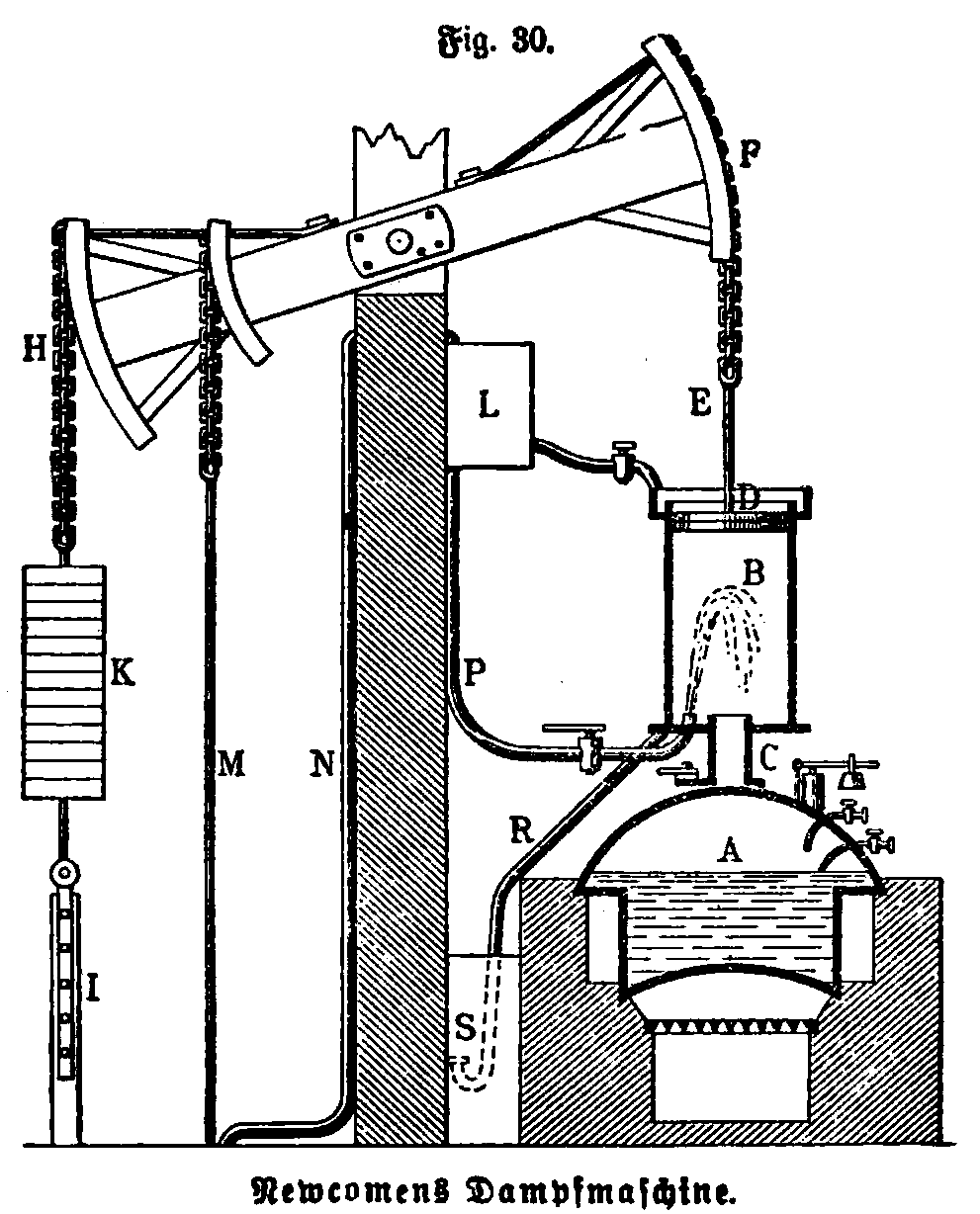
토머스 뉴커먼의 증기 기관

토머스 뉴커먼의 증기 기관 애니메이션

토머스 뉴커먼(영어: Thomas Newcomen, 1663년 2월 ~ 1729년 8월 5일)은 영국의 발명가이다. 영국 데번주 다트머스 태생으로, 그는 대장간의 직공이었으며 남달리 재능이 있었던 듯하다. 17세기 말의 영국에서는 광산의 배수 문제가 크게 다루어져, 결국 토머스 세이버리(Thomas Savery)의 화력 기관이 발명되었다. 그는 세이버리의 기관의 부품 제작을 하기도 하고, 설치와 수리로 광산을 드나들었다. 그 무렵부터 뉴커먼은 증기를 이용한 동력에 관심을 굳혀, 그 연구에 주력하였다. 10년 가까이 노고를 치른 뒤, 그는 겨우 뉴커먼 기관이라고 하는 증기기관을 완성하였다(1712). 그는 원래 한 사람의 직공으로서 학문도 없고, 과학도 몰랐다. 그러나 그의 완성된 기관은 매우 뛰어나서, 광산의 배수용으로 많이 보급되었다. 그만큼 훌륭한 발명이었음에도 불구하고 뉴커먼은 특허를 받지 않았다. 그 이유의 하나는 세이버리의 화력 기관의 특허 범위가 넓어, 뉴커먼의 발명도 세이버리의 특허 속에 포함된다고 생각한 까닭일 것이다.

## 같이 보기
- 증기 기관